# Quintessa Swindell
Quintessa Swindell (New York, 8 febbraio 1997) è un'attrice statunitense.

## Biografia
Nata e cresciuta in Virginia, Swindell si avvicina alla recitazione grazie ad un corso di teatro alle superiori. Dopo il diploma, si trasferisce a New York, dove studia per un Bachelor of Fine Arts in recitazione al Marymount Manhattan College.
Si fa notare già col suo ruolo d'esordio, Tabitha Foster, una delle tre giovani taccheggiatrici protagoniste della serie TV Netflix Trinkets, che ricoprirà per due stagioni dal 2019 al 2020. Lo stesso anno appare in un episodio della serie HBO Euphoria, nel ruolo di Anna, una ragazza incontrata dalla protagonista Rue (Zendaya) a New York.
Nel 2020 ha ottenuto il ruolo della supereroina Cyclone nel film del DC Extended Universe Black Adam, diretto da Jaume Collet-Serra, in uscita nelle sale il 20 ottobre 2022.
Nel 2021, Swindell è nel cast principale della quarta stagione della serie HBO In Treatment, oltre a fare il suo esordio sul grande schermo con una parte minore nel film di fantascienza Voyagers. L'anno seguente recita da co-protagonista nel film di Paul Schrader Master Gardener, al fianco di Joel Edgerton e Sigourney Weaver.

## Vita privata
Swindell s'identifica come non binaria e gender non-conforming.

## Filmografia

### Cinema
- Granada Nights, regia di Abid Khan (2021)
- Voyagers, regia di Neil Burger (2021)
- Il maestro giardiniere (Master Gardener), regia di Paul Schrader (2022)
- Black Adam, regia di Jaume Collet-Serra (2022) – Maxine Hunkel / Cyclone

### Televisione
- Trinkets – serie TV, 20 episodi (2019-2020)
- Euphoria – serie TV, episodio 1x07 (2019)
- In Treatment – serie TV, 6 episodi (2021)
- Prime Target, regia di Brady Hood – miniserie TV (2025)

## Doppiatrici italiane
Nelle versioni in italiano delle opere in cui ha recitato, Quintessa Swindell è stata doppiata da:
- Margherita De Risi in In Treatment, Il maestro giardiniere
- Veronica Puccio in Black Adam, Prime Target
- Emanuela Ionica in Voyagers
- Antilena Nicolizas in Trinkets